# Блохи
Блохи (лат. Siphonaptera — др.-греч. σίφων — насос, ἄπτερον — бескрылое. Синонимы лат. Suctoria, лат. Aphaniptera) — отряд кровососущих насекомых с полным превращением, нередко являющихся переносчиками различных возбудителей болезней человека и животных. Блохи вторично бескрылы. Они полностью утратили крылья в процессе приспособления к эктопаразитизму в имагинальной фазе. Блохи обладают узкоспециализированным колюще-сосущим ротовым аппаратом, предназначенным для прокалывания покровов хозяина и насасывания крови.
В настоящее время учёными описано 2086 видов, включая 4 ископаемых вида (Zhang, 2013). Отряд включает более 200 родов, объединяемых в 15 семейств. Семейство обыкновенные блохи (Pulicidae) включает виды, имеющие экономическое и медицинское значение: Pulex irritans, Ctenocephalides felis, Ctenocephalides canis, Spilopsyllus cuniculi, Xenopsylla cheopis — это блохи человека, кошек, собак, кроликов и крыс, соответственно.
В Британском музее имеется коллекция блох, собранная британским банкиром и энтомологом Чарльзом Ротшильдом.

## Общая характеристика

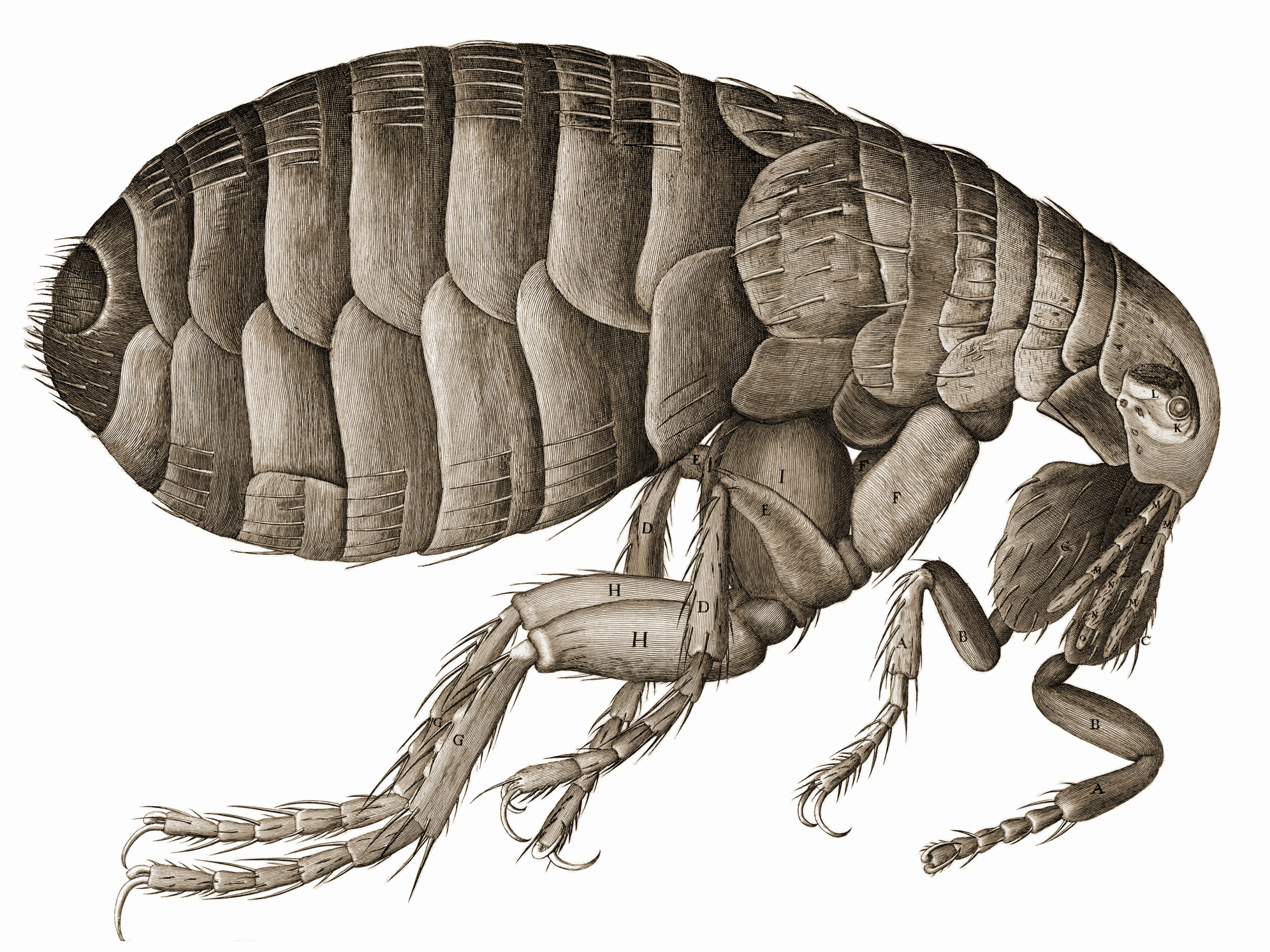
Имаго. Гравюра блохи из «Микрографии» Р. Гука (1665)

Тело блох сжато с боков, узкое, гладкое, снабжено щетинками и шипами, помогающими передвигаться и удерживаться в густой шерсти и между перьями хозяев, в складках одежды, а также в субстрате их гнёзд и в норах. На голове и груди часто имеются зубчатые гребни (ктенидии). Длина тела у разных видов варьирует от 1 до 5 мм, но у самок некоторых видов может достигать 10 мм за счёт гипертрофического разрастания брюшка после начала питания. Антенны всегда располагаются позади простых глаз и в состоянии покоя помещаются в специальных углублениях — усиковых ямках. Антенны могут использоваться самцами для удержания самки во время копуляции. Ротовой аппарат блох - колюще-сосущего типа. Характеризуется преобразованием в стилеты эпифарингса (непарный стилет) и лациний (парные стилеты), сочленяющихся с максиллярными лопастями. Нижняя губа с парой лабиальных щупиков преобразована в створки футляра для компонентов хоботка. Мандибулы у взрослых блох полностью утрачены. Имеют три пары конечностей. Грудь снабжена сильными конечностями, обеспечивающими насекомому быстрое перемещение в покровах хозяина, способность удерживаться на шероховатых поверхностях под любым углом. Часто передвигаются прыжками, используя при этом для толчка вторую и особенно третью пары ног. В задней части брюшка, позади VIII тергита, располагается имеющийся только у блох своеобразный сенсорный орган — абдоминальный сенсиллиум, или пигидий, снабжённый трихоботриями (осязательными волосками) и способный улавливать колебания воздуха.

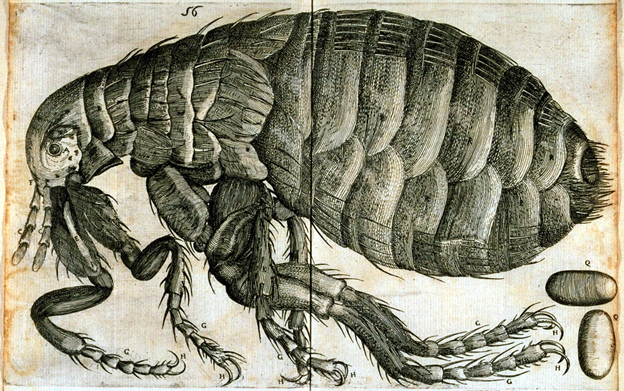
Рисунок блохи, выполненный Филиппо Бонанни в 1681 году

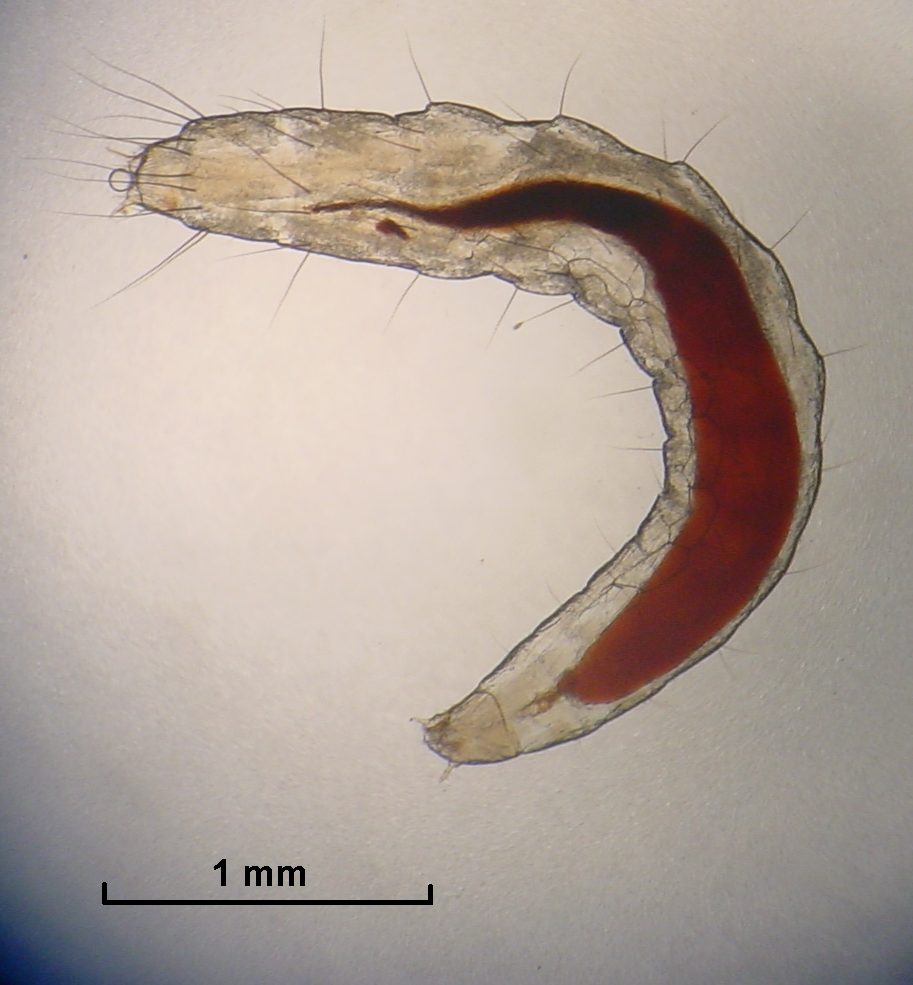
Личинка кошачьей блохи

## Жизненный цикл
Блохи — это насекомые с полным превращением. Чаще всего откладывают яйца в щелях пола, гнезда птиц, на шерсти животных, в почве и на тканях одежды. Оплодотворённые самки с силой выбрасывают яйца небольшими порциями для более успешного распространения или яйца могут быть отложены на покровы хозяина. Развитие яиц, в среднем, продолжается не более двух недель. Из яйца выходит безногая, червеобразная, активно передвигающаяся личинка, которая зарывается в субстрат норы или гнезда хозяина. Личинка питается либо различными разлагающимися остатками, или (у некоторых видов) непереваренной кровью, содержащейся в испражнениях взрослых блох. Личинки линяют 3 раза. После этого они окружают себя шелкоподобным коконом и окукливаются. У разных видов блох выход из кокона приурочен к определённому сезону. Вышедшая из куколки взрослая блоха подкарауливает животное-хозяина. В лабораторных условиях взрослая блоха Neopsylla setosa прожила 1725 дней, но реальная продолжительность жизни — не более пары месяцев.

## Генетика
Число хромосом у блох слабо варьирует: от 3 до 10. Несмотря на обилие и медицинское значение, цитогенетические данные доступны только для 7 таксонов. Система половых хромосом была идентифицирована у шести таксонов, два из которых имеют половые хромосомы XY, а четвертый — множественные половые хромосомы, характеристика, которая поддерживает тесную ассоциацию Siphonaptera с Boreidae, которые также имеют множественные половые хромосомы. Количество аутосом в этой группе колеблется от 3 у Xenopsylla prasadi до 10 у Leptopsylla musculi.

## Особенности поведения
Блох можно обнаружить во все сезоны года на хозяевах и в их гнёздах, устроенных над землёй (белки, птицы), на земле, в земле (норы тушканчиков, сусликов, хомяков, песчанок и других зверьков). Таким образом, основными хозяевами блох являются млекопитающие, для которых убежище является обязательным во все периоды жизни. В меньшей степени блохи связаны (более 100 видов) с животными, пользующимися убежищами лишь в определённый период года. В гнёздах птиц блохи особенно обильны в момент насиживания яиц и в период появления птенцов. Блох находят даже в оставленных птицами гнёздах спустя долгое время. С животными, не имеющими убежища вообще, связано небольшое число видов блох (менее 30). Это «стационарные» паразиты парнокопытных и сумчатых. Так как существуют трудности повторного нахождения хозяина, их пребывание на теле постоянно.
Сосут кровь как самцы, так и самки. Кровососание длится от 1 минуты до нескольких часов. Представители родов Xenopsylla, Echidnophaga, Ctenocephalides и некоторых других пьют кровь с избытком, так что даже не всегда успевают переварить её. Другие виды (Ctenocephalides canis, Ctenocephalides felis, Leptopsylla segnis и др.) нуждаются в частом приёме пищи. Но, насосавшись крови, они не покидают тела хозяина и свободно передвигаются в шерсти. Некоторые (из родов Ctenophthalmus, Neopsylla и др.) нуждаются в редком приёме пищи и большую часть жизни проводят в субстрате гнезда хозяина. Строгая специфичность по отношению к хозяину наблюдается только у блох летучих мышей. Большинство же блох не столь специфичны, могут встречаться, кроме основного хозяина, и на других видах животных.

## Распространение
Встречаются на всех материках (даже в Антарктиде — Glaciopsyllus antarcticus). Блохи, в большинстве, связаны с умеренными и субтропическими климатическими зонами, поэтому основная масса видов и родов распространена в Восточно-Азиатской, Центрально-Азиатской, Западно-Американской, Патагонской, Папуасской и Восточно-Африканской зоогеографических подобластях.
Наибольшее число видов найдено в Палеарктике (892 вида из 96 родов), Неарктике (299, 68), Неотропике (289, 55) и Афротропике (275, 43). Космополитным является семейство Ischnopsyllidae. Почти всесветно распространены семейства Hystrichopsyllidae и Ceratophyllidae. Только в южном полушарии встречаются семейства Stephanocircidae, Lycopsyllidae, Macropsyllidae, Malacopsyllidae. Для Африки характерны семейства Xiphiopsyllidae и Chimaeropsyllidae, а для Австралии — Lycopsyllidae и Macropsyllidae.

## Систематика
Выделяют 18 (от 15 до 22) семейств. В скобках приведено число видов:
- PULICOIDEA Billberg, 1820
  - Pulicidae (127)
  - Tungidae (20)
- MALACOPSYLLOIDEA Baker, 1905
  - Rhopalopsyllidae (117)
  - Malacopsyllidae (2)
- VERMIPSYLLOIDEA Wagner, 1889
  - Vermipsyllidae (38)
- COPTOPSYLLOIDEA Wagner, 1928
  - Coptopsyllidae (19)
- ANCISTROPSYLLOIDEA Toumanoff et Fuller, 1947
  - Ancistropsyllidae (3)
- PYGIOSYLLOIDEA Wagner, 1939
  - Lycopsyllidae (8)
  - Pygiopsyllidae (50)
  - Stivaliidae (109)
- HYSTRICHOPSYLLOIDEA Tiraboschi, 1904
  - Chimaeropsyllidae (26)
  - Hystrichopsyllidae (567)
- MACROPSYLLOIDEA Oudemans, 1909
  - Macropsyllidae (2)
- STEPHANOCIRCIDOIDEA Wagner, 1928
  - Stephanocircidae (50)
- CERATOPHYLLOIDEA Dampf, 1908
  - Ceratopsyllidae (397)
  - Ischnopsyllidae (122)
  - Leptopsyllidae (235)
  - Xiphiopsyllidae (8)

```
                    ┌───────────────────── 
Pulicoidea

                    │
                    │                  ┌── 
Malacopsylloidea

  ┌─ 
Pulicomorpha
 ──┤               ┌──┤
  │                 │  ┌────────────┤  └── 
Vermipsylloidea

  │                 │  │            │
  │                 └──┤            └───── 
Coptopsylloidea

  │                    │
  │                    └────────────────── 
Ancistropsylloidea

──┤
  │     ┌── 
Pygiopsyllomorpha
 ──────────── 
Pygiopsylloidea

  │     │
  │  ┌──┤                              ┌── 
Hystrichopsylloidea

  │  │  │                           ┌──┤
  │  │  └── 
Hystrichopsyllomorpha
 ──┤  └── 
Macropsylloidea

  └──┤                              │
     │                              └───── 
Stephanocircidoidea

     │
     └── 
Ceratophyllomorpha
 ────────────── 
Ceratophylloidea
```

### Палеонтология
В отложениях мелового периода обнаружены паразиты птерозавров:
- †Pseudopulicidae
  - †Pseudopulex Gao, Shih, & Ren, 2012 — Китай
- †Saurophthiridae
  - †Saurophthirus longipes Ponomarenko, 1976 — Россия: Восточная Сибирь
- †Tarwiniidae
  - †Tarwinia australis Jell and Duncan 1986 — Австралия

## Болезни, вызываемые и передаваемые блохами
Блохи сами по себе вызывают у человека два заболевания — пуликоз и саркопсиллёз.
Кроме этого, они являются переносчиками многих опасных инфекций.
Установлено, что около 60 видов блох может передавать в природе более 25 различных болезней, а в экспериментальных условиях число их значительно увеличивается.
Также блохи могут быть промежуточными хозяевами некоторых паразитических червей, таких как нематоды.

### Наиболее значимые и опасные возбудители болезней
- Бактерии:
  - Чумная палочка,
  - Псевдотуберкулезная микобактерия,
  - Возбудитель кишечного иерсиниоза,
  - Возбудитель пастереллёза,
  - Сальмонеллы,
  - Возбудитель туляремии,
  - Бруцеллы,
  - Листерии и другие.
- Риккетсии:
  - Возбудитель эндемического (крысиного) сыпного тифа,
  - Возбудитель эпидемического сыпного тифа и другие.
- Вирусы:
  - Гепатит B,C,
  - Возбудители миксоматоза и фибромы кроликов,
  - Вирус клещевого энцефалита и другие.
- Простейшие:
  - Трипаносомы,
  - Гемогрегарины.

## Способы борьбы

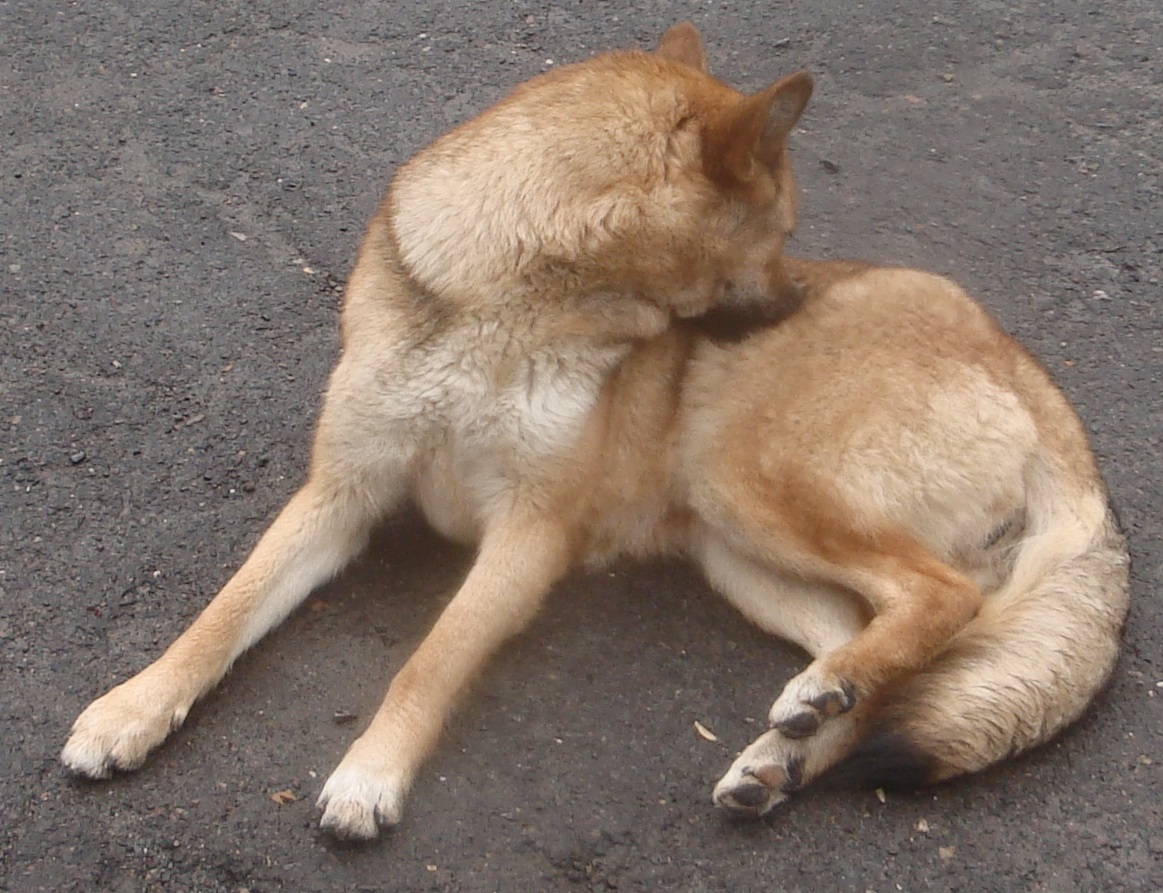
Реакция дворовой собаки на блох

В наше время уничтожение блох производится путём обработки животных и помещений инсектицидами. Уничтожение яиц, личинок и коконов достигается ежедневной влажной уборкой. Для отпугивания блох используют эфирные масла — репелленты, например, масло полыни горькой.
Для борьбы с блохами у домашних животных используются различные инсектицидные препараты, в частности, шампуни, содержащие перметрин и таблетки, содержащие спиносад, афоксоланер, флураланер, сароланер.
По мнению Центра правовой зоозащиты, самым эффективным способом борьбы с блохами в помещении является постоянное присутствие в этом помещении животного (например, кошки), обработанного инсектицидным средством длительного действия. На такое животное очень быстро перемещаются все блохи и погибают. Преимущество этого способа перед другими в том, что при обработке путём опрыскивания поверхностей помещения всегда остаются куколки, из которых потом опять вылупляются блохи, которые, один раз укусив человека или животное, опять размножаются. В присутствии кошки, обработанной инсектицидным средством, эти новорожденные блохи уже не будут размножаться, а будут погибать на теле кошки.

## Специалисты по блохам
- Ротшильд, Мириам
- Ротшильд, Чарльз
- Трауб, Роберт
- Ващенок, Валентин Самсонович — доктор биологических наук[17]
- Иофф, Илья Григорьевич
- Медведев, Сергей Глебович — доктор биологических наук[17][18]
- Скалон, Ольга Ивановна

## В культуре
- «Сказ о тульском косом Левше и о стальной блохе»
- В краеведческом музее г. Павлова Нижегородской области имеется экспозиция, на которой блоха бьёт молотком по подкове, лежащей на наковальне. Экспонат работает от пружинного механизма. Блоха выполнена в натуральную величину. Для наблюдения перед экспозицией установлено увеличительное стекло.
- В XIX веке существовали «блошиные театры». Один из таких театров хранится в Моленовском институте для паразитологических исследований профессора Нетталя (Nuttal) в Кембриджском университете. В блошиных аттракционах блохи изображали военные действия: «Затейщики накладывали на блоху золотую цепочку, впрягали ее под золотую тележку и серебряную пушечку, превышающую вес блохи до 80 раз, животное двигалось спокойно»[19].